# 布列塔尼的安娜
布列塔尼的安娜（法語：Anne de Bretagne；1477年1月25日—1514年1月9日）是布列塔尼女公爵（1488年至1514年），以及在1491－1498年、1499－1514年的法兰西王后，她是历史上唯一两度成为法国王后的女性。在意大利战争期间，她亦于1501年至1504年间成为那不勒斯王后；于1499年至1500年间与1500年至1512年间成为米兰公爵夫人。

## 生平

### 早年
她生于布列塔尼公国的南特，父亲弗朗索瓦二世是布列塔尼公爵，母亲玛格丽特是纳瓦拉女王萊奧諾爾的女兒。從父系祖先來看，安娜的父親是路易六世五子羅貝爾一世的十世孫，出自卡佩王朝的旁支；法蘭西國王腓力二世安排讓自己的堂侄、羅貝爾一世的兒子皮埃尔和女公爵阿丽斯結婚，使法國王族得以入主布列塔尼。
然而，由於沒有男嗣，布列塔尼公國陷入空前危機，因為另外一個可能的公國繼承人沙蒂永的尼科勒已在1480年將繼承權賣給法蘭西國王路易十一。1488年，布列塔尼在與法蘭西的戰爭中落敗，弗朗索瓦二世被迫同意除非獲得路易十一之子、國王查理八世的准許，布列塔尼不能擅自決定安娜的結婚對象。弗朗索瓦二世在同年逝世，病危時要求女兒不要讓布列塔尼成為法蘭西的屬國；並指定元帥讓四世·德·里厄為她的監護人。此後，年僅11歲的安娜成为布列塔尼公国的统治者，並在次年2月10日加冕為女公爵。

### 城下之盟
安娜在13歲時，按照父親生前的規劃和哈布斯堡王室的馬克西米利安一世定下婚約。並在1489年二月與英格蘭國王亨利七世訂立勒东條約，以對抗法蘭西的威脅。
她在1490年進行了代理婚姻（proxy marriage，指雙方或其中一方並無親自出席的婚禮），並得到了「羅馬人民的王后」的頭銜。但這樁聯姻驚動了鄰近的法蘭西，查理八世與其攝政的長姊——法兰西的安娜視之為對法國的挑釁而攻打布列塔尼。安娜向遠在歐洲另一邊的丈夫求援，但是身在匈牙利的奧地利軍隊無法立即反應；另一盟國卡斯蒂利亚也正在與格拉那達作戰。經過兩個月的圍城，首都雷恩城陷，布列塔尼被迫投降。布列塔尼議會在10月27日建議安娜與法蘭西國王結婚；因此她否決與任何其他法國親王結婚的提議，在1491年11月17日和查理八世訂婚，並在自己的軍隊護衛下前往朗熱完婚。

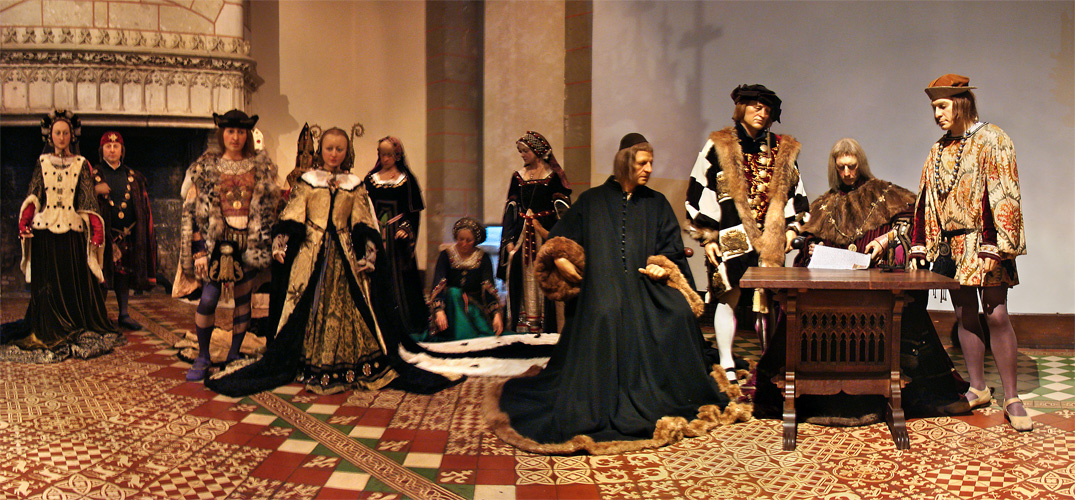
展現女公爵安娜和查理八世結婚場面的蠟像，位於朗熱城堡。

奧地利對法蘭西的舉動抗議，並主張這場新婚姻無效，因為新娘是被脅迫的並且已經和马克西米连一世成婚，而查理八世已經和马克西米连的女兒瑪格莉特訂婚。不過次年2月15日，教宗英諾森七世宣布1490年的代理婚姻和查理八世先前的婚約無效，認可查理八世和安娜的婚姻，而由於兩人是血親，則予以特許。同時規定夫妻兩人任何一位都可以在對方死後繼續統治布列塔尼；但是如果查理八世沒有後嗣，安娜必須再嫁給他的繼承人。
1492年2月8日，安娜在聖但尼聖殿加冕為法蘭西王后，而此前的王后都是在蘭斯主教座堂或聖禮拜堂舉行儀式。同年11月3日，英格蘭在埃塔普勒與法蘭西簽訂協議，停止在布列塔尼的協防以換取法蘭西中止對另一位英國王位覬覦者的支持。查理八世禁止妻子使用「布列塔尼女公爵」的頭銜，並直接派官員去治理布列塔尼，此事成為兩人爭執的主要原因。兩人的婚姻一開始並不順利：在準備和查理結婚時，她準備了兩張床，並且經常和丈夫分開居住；儘管如此，安娜終其一生相當頻繁地懷孕（平均每14個月分娩一次）。此時的安娜對法蘭西及布列塔尼的影響力很小，而且經常被迫和剛產下的兒女分離。當查理八世在昂布瓦斯處理國事時，她便在克洛吕塞城堡安頓，此處日後成為達文西的居所。

### 再婚
1498年4月4日，查理八世在一次意外中逝世。當時安娜只有21歲，先前已經懷孕七次，其中三次流產，三子一女包含王太子查理-奥兰多已經全部夭折。她因而獨自統治布列塔尼公國。先前婚約的其他部份理應即刻生效，但是新任法蘭西國王路易十二－查理八世的堂叔－已經和查理八世的姊姊讓娜成婚，讓娜因此短暫地成為新的法國王后。安娜於是與路易十二談判，最後同意要是國王能在一年之內獲得婚姻無效的許可，她就嫁給路易十二；幾天後的9月26日，這個程序便開始了，而安娜在10月回到布列塔尼。
結果，教皇亞歷山大六世在考慮政治因素後，於同年年底宣布路易十二的婚姻無效，於是讓娜被改封為貝利女公爵並前往公國的都城布爾日，不久後成為修女。而在幾天後的1499年1月7日，安娜第三次結婚，並全力維護身為布列塔尼公國的自主權。儘管路易十二依然對布列塔尼施加影響力，他承認新妻子的女公爵頭銜，並且承諾他們的第二個孩子，無論男女，會是公國的繼承人。1504年11月18日，安娜再次在聖但尼聖殿加冕為法國王后。再婚後，安娜共懷孕九次，其中五次流產、兩個兒子是死胎，只有兩個女兒存活。由於薩伏伊的路易絲，王位假定繼承人昂古萊姆的的法蘭索瓦的母親，顯現出相當大的政治野心，當時有流言指她用巫術謀害安娜所生的兒子。
其後安娜主要居住在布盧瓦城堡，又在南特主教座堂興建她父母的墳墓。安娜王后對義大利藝術品有高度興趣，而當丈夫生病時她就返回拜訪布列塔尼。同時，作為女公爵，她積極努力讓公國維持獨立性。她安排她的繼承人、長女克洛德和前夫的孫子卡爾訂婚，以鞏固法蘭西和西班牙的同盟關係以成就義大利戰爭的勝利。雙方於1501年8月10日在里昂簽訂婚約，並給克洛德豐厚的嫁妝：1504年簽訂的布盧瓦條約中，除了布列塔尼之外，她還能得到布盧瓦公國、勃艮第、米蘭公國、阿斯蒂和當時法國領有的熱那亞共和國領土等眾多領地。
不過，路易十二由於先前和薩伏伊的路易絲有秘密約定，便以安娜並不能為他生下男性子嗣而取消婚約，計畫把克洛德嫁給弗朗索瓦。為了布列塔尼的獨立，安娜至死都不同意此決定，試圖改由次女勒內為布列塔尼公國的繼承人，並施加一切影響力讓為首的政敵吉埃元帥被判處不敬罪。這個時候，安娜尋求返回布列塔尼公國的機會，要拜訪她幼時不曾造訪的多個境內城市，來作為公國自主性的一個政治宣示。1505年的六月到九月，她成功訪問公國，受到當地臣民的熱情接待，並徵得足夠的稅收。

## 過世與身後
1514年1月9日上午六點，由於頻繁的分娩和流產極大地損害健康，安娜在布盧瓦城堡因為腎結石死亡。依照卡佩王朝的習俗以及她的遺願，她有多處墓葬，其中包含聖但尼聖殿。而她的葬禮期間比以往還來得長，長達40天，而其儀式被法國王室仿效一直到十八世紀。她的遺囑重申要讓她的次女來繼承公國，但是路易十二不理會，讓克洛德成為女公爵，一年後讓她和弗朗索瓦結婚；1515年弗朗索瓦即位為國王，布列塔尼再次成為法蘭西王后的財產，此時布列塔尼依然有相當的自主性。
按照安娜的遺願，1514年3月19日，她的心臟被放入金質的聖物箱裡，並送到南特其父母墓葬處，後來改葬。聖物箱上刻著：

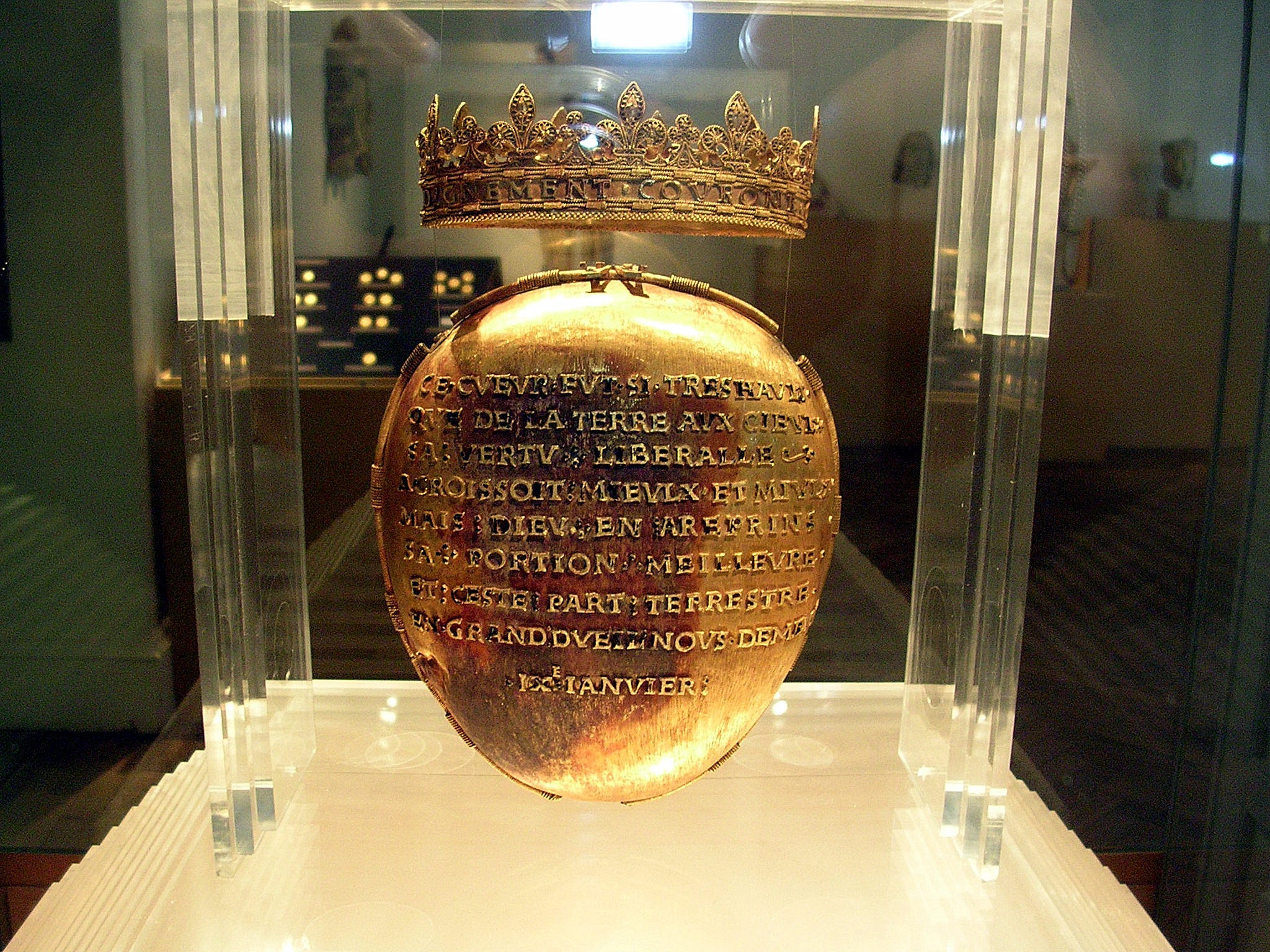
安娜心臟的聖物箱

En ce petit vaisseau  
De fin or pur et munde  
Repose ung plus grand cueur 
Que oncque dame eut au munde
Anne fut le nom delle
En France deux fois royne
Duchesse des Bretons
Royale et Souveraine.
克洛德在1524年亡故，她六歲的長子成為布列塔尼公爵弗朗索瓦三世，同時還是法國王太子；弗朗索瓦一世開始正式邀請布列塔尼公國加入法蘭西王國。1532年8月13日，南特的布列塔尼議會通過統一的法令，期間有成員被收買或威脅，以迎合國王對於統一的意向。弗朗索瓦三世在1536年早逝，公國由弟弟亨利繼承，後者在1547年繼任為法蘭西國王亨利二世。因此克洛德死後，布列塔尼實質上便邁入統一。
1792年，在國民公會的命令下，安娜的聖物箱作為教會所持有的貴金屬，被掘出並清空；原本它送到巴黎要鎔掉，卻被送進法國國家圖書館，經多次輾轉，1896年起它被南特的多布博物館收藏。而安娜連同其他法國王族的墳墓在1793年10月8日的雅各賓專政時被搗毀，遺體被丟進萬人塚；而其紀念碑被亞歷山大·勒努瓦設法保存下來，在波旁復辟時歸還王室。現今見到路易十二和安娜的合葬大理石棺槨是1830年時建造的。

## 外部連結
| 布列塔尼的安娜 瓦盧瓦王朝卡佩王朝的分支出生于：1477年1月25日逝世於：1514年1月9日 | 布列塔尼的安娜 瓦盧瓦王朝卡佩王朝的分支出生于：1477年1月25日逝世於：1514年1月9日 | 布列塔尼的安娜 瓦盧瓦王朝卡佩王朝的分支出生于：1477年1月25日逝世於：1514年1月9日 |
| -------------------------------------------------------------------------------- | -------------------------------------------------------------------------------- | -------------------------------------------------------------------------------- |
| 前任者： 弗朗索瓦二世                                                            | 布列塔尼女公爵 1488–1514                                                         | 繼任者： 克洛德                                                                  |
| 王室頭銜                                                                         |                                                                                  |                                                                                  |
| 空缺上一位持有相同頭銜者：薩伏依的夏洛特                                         | 法國王后 1491–1498                                                               | 繼任者： 法蘭西的讓娜                                                            |
| 前任者： 法蘭西的讓娜                                                            | 法國王后 1499–1514                                                               | 空缺下一位持有相同頭銜者：奧地利的埃莉諾                                         |